# انجبار زهری
انجبار زهری (نام علمی: Antiaris) نام یک سرده از تیره موراسه است.